# Ada Rusowicz

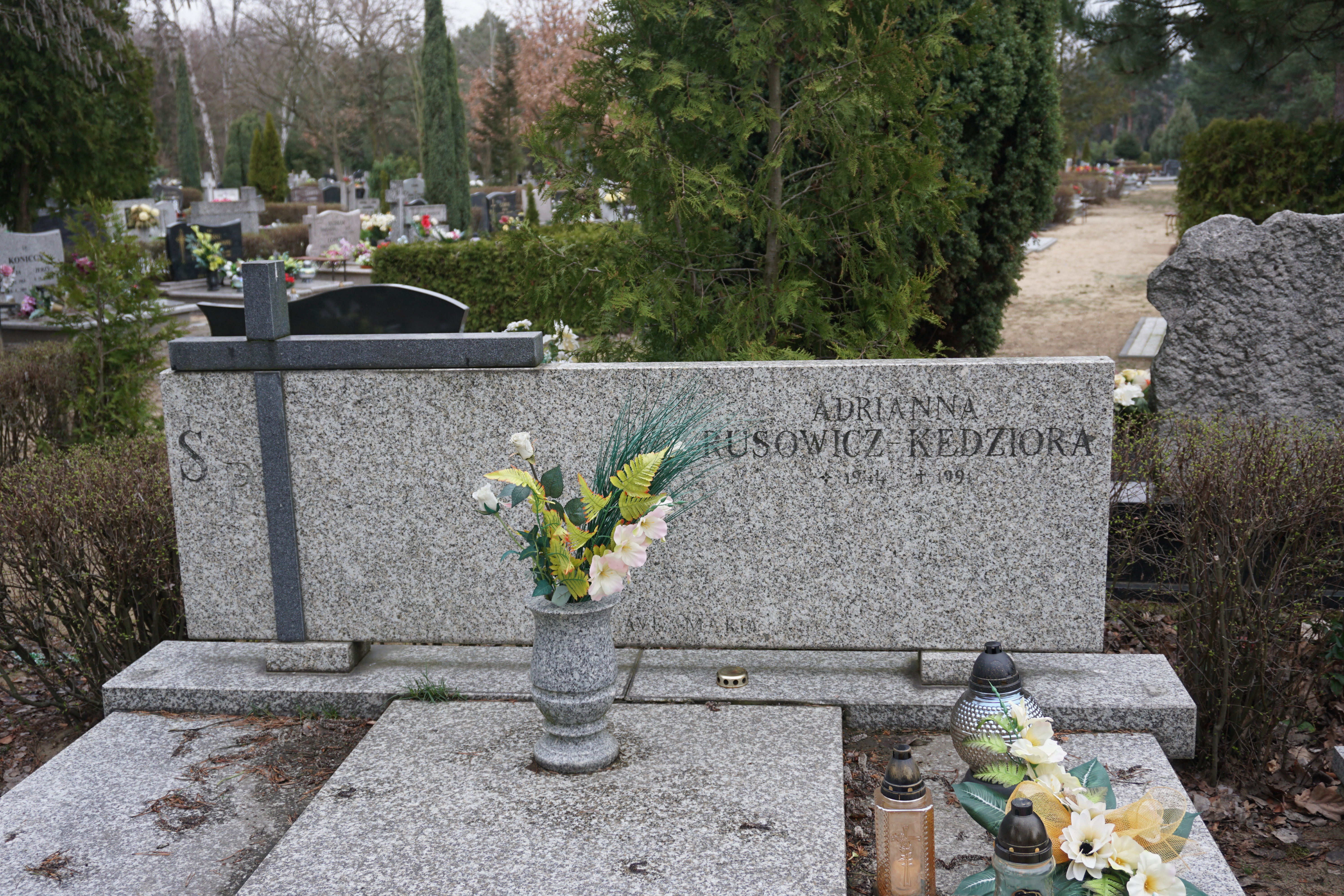
Grób Ady Rusowicz na cmentarzu Miłostowo w Poznaniu

Ada Rusowicz, właśc. Adrianna Rusowicz-Kędziora (ur. 8 września 1944 w Wilnie, zm. 1 stycznia 1991 w Poznaniu) – polska piosenkarka, wokalistka zespołu Niebiesko-Czarni.

## Życiorys
Urodziła się 8 września 1944 w Wilnie, ale dzieciństwo spędziła w Dzierzgoniu. W 1962 ukończyła liceum w Zespole Szkół w Sztumie. Następnie w Olsztynie podjęła naukę zawodu nauczycielki, jednocześnie zainteresowała się muzyką i rozpoczęła współpracę ze studenckimi grupami muzycznymi. W 1963 zdobyła wyróżnienie na II Festiwalu Młodych Talentów w Szczecinie, a w następnym roku wzięła udział w przesłuchaniu do chórku Czesława Niemena Błękitne Pończochy (lub Niebieskie Pończochy), który towarzyszył zespołowi Niebiesko-Czarni.
W 1968 zdobyła tytuł najpopularniejszej wokalistki roku. W latach 1968–1970 wraz z Niebiesko-Czarnymi koncertowała we Francji, Belgii, Jugosławii, Finlandii i RFN. Z zespołem występowała aż do jego rozwiązania w 1976, przy czym od 1967 była jego solistką. Następnie występowała z Wojciechem Kordą w duecie Ada i Korda, ale zespół nie odniósł sukcesu. W 1980 wycofała się z pracy estradowej i na kilka lat poświęciła życiu rodzinnemu.

## Życie prywatne
W okresie współpracy z zespołem Błękitne Pończochy była związana z piosenkarzem Czesławem Niemenem. Jej mężem został gitarzysta Wojciech Korda, z którym miała dwoje dzieci: Bartłomieja (ur. 1977) i Annę (ur. 1983).
1 stycznia 1991 wracała z mężem i nowo poznanymi znajomymi z koncertu w Warszawie. W wyniku wypadku samochodowego pod Poznaniem zginęła, przeżył tylko Wojciech Korda. Została pochowana na cmentarzu Miłostowo w Poznaniu (pole 44, kwatera 3, rząd A1, grób 15), w tym samym grobie w październiku 2023 został pochowany jej mąż Wojciech Korda.

## Upamiętnienie
W 2012 w Dzierzgoniu, w Parku Miejskim została nazwana jej imieniem aula koncertowa oraz odsłonięta tablica upamiętniająca wokalistkę.
Uchwałą podjętą na sesji Rady Miasta Poznania 12 lipca 2016 skwerowi położonemu pomiędzy ulicami Bolesława Krzywoustego, Pleszewską, Brneńską i Anny Jantar w pobliżu centrum handlowego „Posnania” na obszarze Osiedla Rataje w Poznaniu nadano imię Ady Rusowicz.

## Filmografia
- 1966: Mocne uderzenie
- 1968: Kulig